# Castelo de Katsuren
O Castelo de Katsuren (em japonês: Katsuren jō; em oquinauano: Kacchin Gushiku) é um gusuku riuquiuano em Uruma, Oquinaua. Em 2000, foi designado Patrimônio Mundial da UNESCO, como parte dos Sítios Gusuku e Propriedades Relacionadas do Reino de Riuquiu.